# إيليا غاليرا
إيليا غاليرا, (بالإسبانية: Elia Galera), (وُلِدت في 19 مارس، 1973 بِمدريد، إسبانيا), هيّ مُذيعّة وَمُمثِلة تلفزيون وأفلام ومسرح إسبانيةٌ.

## حياتها المُبكرة
وُلِدت إيليا غاليرا لِعائلة متوسطة الحال في 19 مارس، 1973 بِمدريد ونشأت بِها. في أواخر حقبة التسعينيات تخرجت من الجامعة مع شهادة في القانون حيثُ كانت تنوي العمل كمُحامية ولكن قُدِر لها أن تعمل في المجال الفني.

## حياتها المِهنية
شقت إيليا غاليرا طريقها المِهَني كمقدمة برامج في بادئ الأمر ثُمّ ما لبثت أن تحولت عنها إلى التمثيل في عام 1999 حيثُ كان أول ظهور لها كممثلة في فيلم "La mujer más fea del mundo", لم يُحالفها الحظ آنذاك فقد تلقت الكثير من الانتقاد ولم تحصل على أية عروض أُخرى وتغيبت لمدة سنتين عن الساحة الفنية.
عادت إلى التمثيل في عام 2001 مع فيلم "Sin noticias de Dios", وكان أدائها محموداً عند النقاد رغم ذلك هجرت إيليا التمثيل لمدة سنة كاملة، وعادت إلى تقديم البرامج حيثُ قدمت في عام 2002 العديد من البرامج أشهرها: برنامج المسابقات الموسيقية "Popstars" جنباً إلى جنب مع المذيع الشهير «خيسوس فاسكيز».
ثُمّعادت إيليا للتمثيل بتشجيعٍ من أختها وكان ذلك في عام 2003 بِمسلسل "7 vidas" الذي حقق رواجاً كبيراً في إسبانيا وأمريكا اللاتينية مِما أزاد من نجاح وشهرة إيليا.
عام 2004 كان بِمثابة العام الذهبي لإيليا غاليرا فقد حققت نجاحاً باهِراً في السينما ومثلت في العديد من الأفلام التي نحجت بِشباك التذاكر وزادت من خبرتها مِثل: فيلم "El séptimo día", وفيلم "Héctor", وفيلم "Isi/Disi", وفيلم "Amor a lo bestia", وفيلم "Fuera del cuerpo". وأيضاً مثلت بنفس العام في مُسلسل "Capital".
في عام 2005 اشتركت إيليا في سلسلة مُسلسل "El pasado es mañana", وأيضاً في السلسلة الشهيرة هوسبيتال سنترال بِدور كلوديا كاستيا. كما أنها ظهرت في مسلسل "Los simuladores" عام 2006.
ظلت إيليا تلعب دور كلوديا كاستيا في هوسبيتال سنترال لمدة 6 سنوات حتى عام 2011 حيثُ تركت المسلسل. في نفس عام 2011 مثلت في مسلسل "Vida loca", وأيضاً ظهرت في مسلسل "La Baronesa" بِدور بولا. وفي العام التالي 2012 مثلت في سلسلة "Frágiles" بِدور تيريزا غونزاليس وقد لعبت هذا الدور حتى عام 2013.
عام 2014 مثلت في العديد من الأعمال مِثل: مسلسل "La que se avecina", ومسلسل "Los misterios de Laura", وغيرهم. وكان أبرز أدوارها هو راكيل في سلسلة مُسلسل "El Príncipe".
وفي 2020، شاركت في مسلسل السيد.
عملت إيليا مع كِبار المخرجين الإسبان خلال مسيرتها الفنية مِثل:«أوغستين دياز يانس», و«كارلوس ساورا». وقد سبق لها أن تقاسمت خشبة المسرح مع الكثير من الممثلين المشاهير مِثل: «ألبرتو سان خوان», و«روبرتو ألفاريز», و«فيكتوريا أبريل», و«بينيلوبي كروز», و«خوان دييغو», و«أليكس انجولو», و«خوسيه كورونادو», و«غويا توليدو».

## الحياة الشخصية
في عام 2005 عِندما انضمت إيليا لِمُسلسل هوسبيتال سنترال تعرفت على الممثل إيفان سانشيز الذي كان يعمل معها في المُسلسل وبدأت علاقتهم بِنفس العام، وفي التالي 2006 حملت منه وأنجبت طفلة تُدعى خيمينا, وفي عام 2010 أنجبت منه طفلة أُخرى وهي أوليفيا.
في شهر مارس عام 2011 انفصل إيفان سانشيز عن إيليا بعد ست سنوات على علاقتهما، وقد عادت علاقتهم في عام 2013 من جديد.
وفي عام 2014 تزوجت من إيفان، وقد أُقيم الزفاف الذي كان صغيراً وعائلياً في مدينة بوزويلو دي الاركون.

## أفلامها
- "La mujer más fea del mundo" (1999).
- "Sin noticias de Dios" (2001).
- "El séptimo día" (2004).
- "Héctor" (2004).
- "Isi/Disi" (2004).
- "Amor a lo bestia" (2004).
- "Fuera del cuerpo" (2004).

## مُسلسلاتها
- "7 vidas" (2003).
- "Capital" (2004).
- "La corriente alterna".
- "El pasado es mañana" (2005).
- «هوسبيتال سنترال» (2005 - 2011).
- Los simuladores" (2006)".
- "La Baronesa" (2011).
- "Frágiles" (2012 - 2013).
- "Vida loca" (2011).
- "El Príncipe" (2014).
- "Los misterios de Laura" (2014).
- "La que se avecina" (2014).

## برامجها
- "100% cine" (2000).
- "Popstars" (2002).

## وصلات خارجية
- إيليا غاليرا على موقع IMDb (الإنجليزية)
- إيليا غاليرا على موقع روتن توميتوز (الإنجليزية)
- إيليا غاليرا على موقع ألو سيني (الفرنسية)
- إيليا غاليرا على موقع أول موفي (الإنجليزية)
- إيليا غاليرا على موقع قاعدة بيانات الفيلم (الإنجليزية)
- إيليا غاليرا على موقع كينوبويسك (الروسية)